# Le Kremlin-Bicêtre
Le Kremlin-Bicêtre är en kommun i departementet Val-de-Marne i regionen Île-de-France i norra Frankrike. Kommunen ligger i kantonen Le Kremlin-Bicêtre som tillhör arrondissementet L'Haÿ-les-Roses. År 2022 hade Le Kremlin-Bicêtre 23 678 invånare.
Kommunen ligger direkt söder om Paris vid Porte d'Italie och nås av Métrons linje 7.

## Befolkningsutveckling
Antalet invånare i kommunen Le Kremlin-Bicêtre
| Referens: INSEE |

## Utbildning
- École pour l'informatique et les nouvelles technologies
- École pour l'informatique et les techniques avancées